# Новомихайловский (Орловская область)
Новомихайловский — посёлок в Дмитровском районе Орловской области. Входит в состав Долбёнкинского сельского поселения.

## География
Расположен в 22 км к юго-востоку от Дмитровска недалеко от границы с Железногорским районом Курской области. Высота над уровнем моря — 229 м.

## Население
| 1926 | 1979 | 2002 | 2010 |
| ---- | ---- | ---- | ---- |
| 217  | ↘45  | ↘14  | ↘4   |